# Tập An
Tập An (chữ Hán giản thể:集安市) là một thành phố cấp huyện thuộc địa cấp thị Thông Hóa, tỉnh Cát Lâm, Cộng hòa Nhân dân Trung Hoa. Thành phố này có diện tích 3.408 km², dân số 230.000 người (năm 2002). Mã số bưu chính là 134200, mã vùng điện thoại là 0435. Về mặt hành chính, thành phố này được chia thành 4 nhai đạo, 10 trấn, 8 hương và 1 hương dân tộc.
- Nhai đạo: Đoàn Kết, Lê Minh, Thành Đông, Thông Thắng.
- Trấn: Thanh Thạch, Thanh Hà, Đầu Đạo, Hoa Điện, Du Lâm, Đài Thượng, Tài nguyên, Dương Xá, Đại Lộ, Nhiệt Náo.
- Hương: Thái Vương, Ma Tuyến, Hoàng Bách, Thái Bình, Thông Câu, Song Xá, Yêu Doanh, Quả Thụ Trường.
- Hương dân tộc Triều Tiên Lương Thủy.